# 片山明彦
片山 明彦（かたやま あきひこ、1926年11月11日 - 2014年11月16日）は、日本の俳優、元子役。本名は鹿児島 燁彦。東京市世田谷区船橋（現：東京都世田谷区船橋）出身。京都府京都市出生。暁星中学校・高等学校卒。
太平洋戦争以前に映画会社日活多摩川で子役として映画に出演した。戦時中は長崎県大村市の西部方面後方支援隊に召集された。戦後は70年代前半まで俳優として活動した。所属した映画会社は、大映、東宝、新東宝、東映、赤坂プロダクションなどであった。
2014年11月16日、心不全のため死去。88歳没。墓所は多磨霊園。
父は俳優の島耕二、母は女優の大谷良子。

## 出演作品

### 映画
- 真実一路（1937年、日活多摩川） - 守川義夫
- 限りなき前進（1937年、日活多摩川） - 雄一
- 少年突撃隊（1938年、日活多摩川）
- 路傍の石（1938年、日活多摩川） - 愛川吾一 ※主演
- 制服の街（1939年、日活多摩川）
- 爆音（1939年、日活多摩川） - 吉田三郎
- 道化の町（1939年、日活多摩川）
- 若い花（1939年、日活多摩川）
- 美しき首途（1939年、日活多摩川） - 戸川新吉
- 姉さんのお嫁入り（1939年、日活多摩川）
- 父に祈る（1940年、日活多摩川）
- 大楠公（1940年、日活京都） - 楠木庄五郎正行
- 風の又三郎（1940年、日活多摩川） - 三郎 ※主演
- 潜水艦1号（1941年、日活多摩川）
- 海の母（1942年、日活多摩川） - 俊夫
- 出征前十二時間（1943年、大映東京）
- かくて神風は吹く（1944年、大映京都） - 河野通忠
- 最後の帰郷（1945年、大映東京） - 片野伍長
- 海を呼ぶ声（1945年、大映東京）
- 母の灯（1947年、大映東京）
- 素浪人罷通る（1947年、大映京都） - 天一坊
- 土曜夫人（1948年） - 矢木沢京吉
- 幸福の限界（1948年）
- 不良少女（1949年） - 小島
- わが子ゆえに（1949年） - 良吉
- 母呼ぶ鳥（1949年） - 内藤誠
- 青銅の魔人（1949年、松竹大船）
- 妻の部屋（1950年） - 井澤公一
- 一匹狼（1950年） - 佐伯三郎
- われ幻の魚見たり（1950年） - 和井内貞時
- 当り矢金八捕物帖 千里の虎（1950年） - 新吉
- 女学生群（1950年）
- 舞姫（1951年） - 矢木高男
- 武蔵野夫人（1951年） - 宮地勉
- 暁の急襲（1951年） - 上林実
- 荒木又右衛門 決闘鍵屋の辻（1952年） - 渡邊数馬
- 魚河岸帝国（1952年） - 御前崎弘
- チャッカリ夫人とウッカリ夫人（1952年） - 孫正彦
- おかあさん（1952年） - 福原進
- 恋の応援団長（1952年） - 大山一郎
- 風の噂のリル（1952年、新東宝） - 島木哲夫
- リンゴ園の少女（1952年） - 板野順三
- サラリーマン喧嘩三代記（1952年） - 立石鋭太郎
- 憲兵（1953年） - 中山和人憲兵伍長
- 戦艦大和（1953年） - 西田少尉
- 人生読本 花嫁の性典（1953年） - 健作
- 半処女（1953年） - 浅野明
- 青春ジャズ娘（1953年） - 後藤春彦 ※主演
- 浅草物語（1953年） - 浜村
- 娘十六ジャズ祭（1954年） - 三田啓介
- 今宵誓いぬ（1954年） - 河名泰樹
- 花祭底抜け千一夜（1954年） - 浩一
- 伊豆の踊子（1954年） - 水原栄吉
- スタジオは大騒ぎ（1954年）
- 嵐の青春（1954年） - 関屋弘
- 昨日と明日の間（1954年） - 佐伯
- 新婚たくあん夫婦（1954年） - 竹内太郎
- えくぼ人生（1954年） - 近藤晋
- チャッカリ夫人（1954年） - 大友純一
- 三羽烏奮戦す（1954年） - 石川進
- 青銅の魔人（1954年 - 1955年） - 水野元侯爵
- 三人娘 只今婚約中（1955年） - 松下亘
- この世の花（1955年 - 1956年、松竹大船） - 吉野俊吉
- 水郷哀話 娘船頭さん（1955年） - 杉浦信一
- 貝殻と花（1955年） - 森光吉
- 母性日記（1955年） - 岡部剛
- 下郎の首（1955年） - 結城新太郎
- 燃ゆる限り（1955年） - 仲田秀男
- おんな大学（1955年） - 野村進
- 太陽は日々新たなり（1955年） - 外山信一
- 元祿美少年記（1955年） - 佐野正平
- 駄々っ子社長（1956年） - 桑戸寛太郎
- ここに幸あり（1956年） - 高見修
- 楽天夫人（1956年） - 本田隆夫
- 青春の音（1956年） - 早見敬一郎
- 茶の間の時間 愛情の波紋（1956年） - 西住次郎
- 漫才学校 爆笑八人組（1956年） - 林新一
- 花笠太鼓（1956年） - 半次
- 松竹まつりスタア総動員 スタジオ超特急 女優誕生（1956年、松竹大船）
- 別れの一本杉（1956年） - 舟木哲
- 漫才学校 第三部 ゴリラ大暴れ（1956年） - 近藤浩一
- 炎の氷河（1957年） - 杉謙吉
- 暴力の波止場（1957年） - 次郎
- 体の中を風が吹く（1957年） - 安川啓太郎
- 抱かれた花嫁（1957年） - 大村光
- ただいま零匹（1957年） - 園部竹太郎
- 恋して愛して喧嘩して（1957年） - 三村肇
- オンボロ人生（1958年） - シャンソン
- 若い広場（1958年） - 川原先生
- “噴水”より 抵抗する年令（1958年） - 安達吾郎
- 自殺を売った男（1958年） - 山倉
- 煙突娘（1958年） - 佐々木敏夫
- 悪女の季節（1958年） - 殺し屋・秋ちゃん
- 春を待つ人々（1959年） - 田中
- いつか来た道（1959年） - 野口時男
- 総会屋錦城 勝負師とその娘（1959年） - 間宮
- あゝ特別攻撃隊（1960年） - 副長
- 女は抵抗する（1960年） - 佐山
- 東京の女性（1960年） - 中山義一
- 暁の翼（1960年） - 山下三尉
- 傷ついた野獣（1960年） - 真木幸平
- 安珍と清姫（1960年） - 友綱
- 黒い樹海（1960年） - 大島卯介
- 大菩薩峠 竜神の巻（1960年） - 金蔵
- 婚期（1961年） - 村田
- 薔薇と竜（1961年） - 原田
- 若い仲間（1961年） - 伍東祐一
- 夕やけ小やけの赤とんぼ（1961年） - 山口先生
- 誘拐（1962年） - 岡山敏雄
- 婦系図（1962年） - 河野英吉
- 情熱の詩人啄木（1962年） - 中沢浩一郎
- 男と女の世の中（1962年） - 栗田進
- 停年退職（1963年） - 井筒雅晴
- 女が愛して憎むとき（1963年） - 北原克也
- 末は博士か大臣か（1963年） - 青木
- 巨人 大隈重信（1963年） - 小松帯刀
- この道赤信号（1964年） - あや子の夫
- わが愛を星に祈りて（1966年） - 島木先生
- 愛の手紙は幾歳月（1966年） - 芳男
- 処女受胎（1966年） - 村上隆
- 二人の銀座（1967年、日活） - 小泉
- 旅路（1967年） - 勇介
- 怪談おとし穴（1968年） - 安原
- 幕末（1970年） - 中平寅之進

### テレビドラマ
- 恋愛作法（1959年）
  - 第一講「告白」
  - 第三講「陶酔」
- 茶色の小瓶（1959年）
- 母と子　第28話「雨の唄」（1959年）
- 執行猶予（1959年）
- 不毛の設計（1959年）
- 悪魔の掌の上で（1960年）
- 二人の葉子（1960年）
- 武蔵野夫人（1960年）
- 未完の遺書（1960年）
- 駄目なのよ御免あそばせ（1961年）
- 裏長屋物語（1961年）
- 哀愁日記（1961年）
- 報酬は一割（1961年）
- 頭文字（1961年）
- 誰か夢なき（1961年）
- 新妻鏡（1962年）
- 純愛シリーズ 第51話「愛の工作」（1962年）
- 錆びた過去（1962年）
- 涙（1962年）
- お気に召すまま（1962年）
- 遠い雲（1962年）
- 紐 （1962年）- 戸田正太
- 小さな窓（1962年）
- 指輪（1962年）
- おかあさん 第2シリーズ　第168話「鏡の中の鏡」（1963年）
- 小枝子とその母（1963年）
- 短い短い物語 第99話「夢で逢うな」（1963年）
- 空白の起点（1963年）
- 男の銘柄（1963年）
- ダイヤル110番　第315話「あした書く記事」（1963年）
- しのぶという女（1964年）
- 判決 第74話「わかれ」
- 今ひとたびの（1964年）
- 今朝の春（1964年）
- 事件記者
  - 第292回「狂った夜」（1964年）
  - 第305回「深夜便」（1964年）
  - 第363回「悪銭」（1965年）
- モルガンお雪（1964年）
- 夫婦百景 第311話「技能賞亭主」（1964年）
- 西郷札（1964年） ※主演
- 結婚の設計（1964年）
- 花芯（1964年）
- 特別機動捜査隊
  - 第168話「蒼い叫び」（1965年）- 横井次男
  - 第282話「大都会の墓場」（1967年）- 中久保
  - 第301話「女を喰う虫」（1967年）- 山口
  - 第303話「兄ちゃんの馬鹿」（1967年）- 源三郎
  - 第326話「蜜月旅行」（1968年）- 吉田
  - 第327話「続・蜜月旅行」（1968年）- 吉田
  - 第407話「雨の中の女」（1969年）
  - 第440話「真実に生きる」（1970年）- 山縣
  - 第455話「金髪と口紅」（1970年）- 翆峰
  - 第460話「砂の墓」（1970年）- 高田
  - 第466話「十年目の事件」（1970年）- 医者
  - 第517話「華麗なる沈黙の街」（1971年）- 社長
- ラプソディ・ダム（1965年）
- たまゆら（1965年）
- 良人の貞操（1965年）
- 鉄道公安36号
  - 第101話「報復の起点」（1965年）
  - 第106話「鉄路を駆ける母」（1965年）
  - 第140話「大阪の霧」（1966年）
  - 第169話「非常警戒」（1966年）
  - 第187話「燃える玄界灘」（1967年）
  - 第196話「白銀は飛ぶ」（1967年）
- 新選組血風録　第8話「長州の間者」（1965年）
- 源義経（1966年）
- 妻が女でなくなるとき（1966年）
- 愛のかけ橋（1966年）
- 女の振り子が止まるとき（1966年）
- 愛の装飾（1967年）
- 船場（1967年）
- 武蔵野エレジー（1967年）
- 竜馬がゆく（1968年） - 柴田義秀
- ここにふたたび（1968年）
- 待っていた用心棒（1968年）
- われら弁護士（1968年）
- 伝七捕物帳（1968年）
- 堂島（1968年）
- 昔三九郎（1968年）
- 帰って来た用心棒（1968年）
- 三匹の侍 第6シリーズ 第6話「地獄を見た」（1968年） - 杉坂十郎太
- 素浪人 花山大吉（1969年）
- 用心棒シリーズ 俺は用心棒（1969年）
- 天を斬る（1969年）
- 樅ノ木は残った（1970年）
- 潮風の女（1970年） - 清次
- アテンションプリーズ（1970年）
- 火曜日の女シリーズ / 逃亡者 -この街のどこかで-（1970年、大映テレビ室・日本テレビ）
- 水戸黄門 第2部（1971年）
- 凍った花（1971年） - 道夫
- 春の坂道（1971年） - 池田忠雄
- 帰ってきたウルトラマン 第19話「宇宙から来た透明大怪獣」（1971年） - 医師
- 緊急指令10-4・10-10 第8話「私は殺される!」（1972年） - 五条義一
- 必殺仕掛人 第19話「理想に仕掛けろ」（1973年 / ABC・松竹） - 庄屋万之助

### ラジオ
- おはようリスナー片山明彦です（MBSラジオ）
- MBS競馬中継 - 司会[2]